# Polikarpow TIS
Die Polikarpow TIS (russisch Поликарпов ТИС) war ein schweres sowjetisches Begleit-Jagdflugzeug aus der Zeit des Zweiten Weltkriegs. Von ihr entstanden nur zwei Exemplare, da sich die Entwicklung und Erprobung der Maschine durch den Mangel an geeigneten Motoren sehr in die Länge zog und das Modell, als es endlich produziert werden sollte, bedingt durch die Kriegsereignisse nicht mehr benötigt wurde. TIS steht für Schweres Begleit-Jagdflugzeug (russisch Тяжёлый истребитель сопровождения, Tjascholy istrebitel saprowoschdenija).

## Entwicklung
Ausgangsmuster für die TIS waren die ebenfalls von Nikolai Polikarpow entwickelten Typen WIT-2 und SPB(D). Sie entstand nach einer dementsprechenden Forderung aus dem Jahre 1938 als Parallelentwicklung zur MiG-5. Als Antrieb sollte der luftgekühlte Sternmotor M-90 dienen; da dieser aber in nur wenigen Exemplaren zur Verfügung stand, entschied man sich für zwei V-Motoren des Typs AM-37. Da mehrere Konstruktionsbüros an schweren zweimotorigen Jägerprojekten arbeiteten, wurde 1940 eine Kommission unter dem Vorsitz von Boris Jurjew gegründet, die die geeignetsten Entwürfe heraussuchen sollte. Polikarpow legte die Pläne für die TIS am 18. September 1940 vor. Nach der Prüfung aller Arbeiten erhielten die Büros von Nikolai Polikarpow, Pjotr Gruschin und Artjom Mikojan den Auftrag zur Entwicklung. Am 22. Oktober war der Bau eines maßstabsgetreuen TIS-Modells abgeschlossen und die staatliche Abnahmekommission erteilte den Auftrag für drei Prototypen. Der Bau erfolgte hauptsächlich im Werk Nr. 5, nur die Tragflächen wurden im Werk Nr. 84 in Chimki hergestellt und angeliefert.
Der Erstflug des ersten Prototyps mit der Bezeichnung TIS (A) – von Polikarpows Mitarbeitern „Anuschka“ genannt – erfolgte am 2. September 1941 und wurde von G. M. Schijanow und dem leitenden Ingenieur M. K. Jangel höchstpersönlich vom Flugplatz Stachanowo bei Moskau aus durchgeführt. Die Flugerprobung musste jedoch wegen des deutschen Vormarsches am 11. Oktober nach sieben Flügen abgebrochen werden. Polikarpows Abteilung wurde noch im selben Monat samt Werk nach Nowosibirsk evakuiert. Der Prototyp wurde über Arsamas und Kasan dorthin überstellt. Die beiden anderen zu 50 bzw. 60 Prozent fertiggestellten Flugzeuge wurden ebenfalls überführt. Daraus entstand der verbesserte zweite Prototyp, der unter der Bezeichnung 2A bis zum 16. Februar 1942 getestet wurde. Da er aber ebenfalls mit den leistungsschwachen AM-37-Triebwerken ausgestattet war, enttäuschten seine Leistungsparameter.
Der Entwurf wurde deshalb überarbeitet und auf das neu erschienene AM-39-Triebwerk zurechtgeschnitten. Die Bezeichnung für diesen Typ wurde in TIS (MA) geändert. Die Auslieferung des Motors verzögerte sich jedoch und so war man gezwungen, die Erprobung im Sommer 1944 mit zwei AM-38F durchzuführen, die jedoch ebenfalls zu schwach waren.
Am 29. Juni 1944 machte die TIS (MA) mit Gawrilow am Steuer eine Bruchlandung und rutschte auf dem Bauch in einen Erdwall. Da einen Monat später Nikolai Polikarpow am 30. Juli starb und sich zu diesem Zeitpunkt des Krieges schon ein Sieg über das Deutsche Reich abzeichnete, wurde das Programm schließlich eingestellt.

## Aufbau
Die Polikarpow TIS war ein freitragender Tiefdecker in Ganzmetall-Schalenbauweise aus einem mit Duralumin verkleideten Stahlskelett. Das Höhenleitwerk, an dessen Enden sich zwei Seitenleitwerks-Endscheiben befanden, war ebenfalls freitragend. Die Besatzungskabine war durch eine Panzerung unterschiedlicher Stärke geschützt. Die zweiholmigen Tragflächen bestanden aus fünf Teilen und verfügten über automatische Vorflügel Das Heckrad-Fahrwerk war vollständig einziehbar, wobei die Haupträder in die Motorgondeln einfuhren.

## Technische Daten
| Kenngröße             | Polikarpow TIS (A)                                                                                            | Polikarpow TIS (MA) |
| --------------------- | --- | --- |
| Besatzung             | 2 (Pilot / Bordschütze)                                                                                       | 2 (Pilot / Bordschütze) |
| Länge                 | 11,70 m | 11,70 m |
| Spannweite            | 15,50 m | 15,50 m |
| Höhe                  | k. A. | 3,99 m |
| Flügelfläche          | 34,85 m² | 34,85 m² |
| Flügelstreckung       | 6,9 | 6,9 |
| Leermasse             | 6.281 kg | k. A. |
| Startmasse            | 8.280 kg | k. A. |
| Triebwerk             | zwei flüssigkeitsgekühlte V12-Motoren Mikulin AM-37 mit je 1.400 PS (1.030 kW)                                | zwei flüssigkeitsgekühlte V12-Motoren Mikulin AM-38F mit je 1.768 PS (1.300 kW)                                                            |
| Höchstgeschwindigkeit | 522 km/h in Bodennähe 652 km/h in 7.400 m                                                                     | 535 km/h in 1.660 m Höhe |
| Steigzeit             | k. A. | 9,2 min auf 5.000 m |
| Gipfelhöhe            | 10.250 m | k. A. |
| Reichweite            | normal 1.070 km maximal 1.720 km                                                                              | k. A. |
| Bewaffnung            | (vorgesehen) zwei 20-mm-MK SchWAK + vier 7,62-mm SchKAS oder + zwei 12,7-mm-MG UBS oder + eine 37-mm-MK NS-37 | zwei 20-mm-MK im Bug zwei 37-mm- oder 45-mm-MK in den Tragflächen zwischen Rumpf und Motor ein bewegliches 12,7-mm-MG, nach hinten feuernd |